# 梁伊丹
梁伊丹（英語：Evan Jackson Leong），是一位華裔美籍導演和紀錄片製作人。他最為人所知的作品可能是關於林書豪的紀錄片《林書豪旋瘋》，該片在2013年的聖丹斯電影節上首次亮相。此外，他還執導了紀錄片《1040：基督教在新亞洲的興起》（2010年），以及紀錄片短片《BLT Genesis》（2002年），這部短片記錄了林詣彬電影《Better Luck Tomorrow》的幕後製作過程和發展歷程。

## 早年生活
梁伊丹是第六代華裔美國人。他在加利福尼亞州舊金山的列治文區長大。

## 教育
梁伊丹在加州大學洛杉磯分校獲得了亞裔美國人研究的學士學位。

## 職業生涯

### 電影和紀錄片
梁伊丹導演了紀錄片《林書豪旋瘋》，關於林書豪的故事，該片在2013年的聖丹斯電影節上放映。這部紀錄片由楊明燊、Christopher Chen、Allen Lu、Patricia Sun、James D. Stern和Sam Kwok共同製作。
這部紀錄片製作了數年，梁伊丹在林書豪還在哈佛大學打籃球時就開始跟蹤他的故事。當影片在聖丹斯電影節放映時，得到了《洛杉磯時報》、《好萊塢報導》、《綜藝》等多家媒體的正面評價。
梁伊丹還執導了紀錄片《1040：基督教在新亞洲的興起》（2010年），該紀錄片記錄了亞洲的迅速變化以及被稱為“10/40窗口”的地區——東半球10到40度北緯之間的地區，靈性景觀的重大變遷。
梁伊丹也根據自己寫的劇本執導了長片《蛇頭》，最初計劃由劉玉玲主演，講述紐約華埠的走私人口黑幕。後來的Kickstarter籌款活動透露，主角已經由劉玉玲更換為張舒雅（飾演主要角色慈姐），並加入了宋康（飾演角色Rambo）和胡嘉德（飾演角色大媽）等演員。影片的製片人也是《林書豪旋瘋》的製片人楊明燊。

### 短片和音樂錄影帶
梁伊丹執導的其他影片包括短片《Manivore》（2009年）（主演Grace Su和C.S. Lee）和紀錄短片《BLT: Genesis》（2002年），該片記錄了林詣彬電影《Better Luck Tomorrow》（2002年）的製作過程和崛起。憑藉《BLT: Genesis》，梁伊丹在2002年聖地亞哥亞裔電影節上獲得了最佳紀錄短片評審團獎。梁伊丹也執導了短片《Suckerball 73》，作為Visual Communications的"Armed with a Camera"獎學金項目，該片在2003年的洛杉磯亞太影展（當時稱為VC Film Fest）上放映。
梁伊丹還執導了一部名為《Him Mark Lai: The People's Historian》（2005年）的短紀錄片，以及一部關於亞洲法律聯盟的短片公益廣告《Empowering Communities: Asian Law Caucus in Action》（2010年）。此外，梁伊丹還在林詣彬的影片《Finishing the Game》中執導了《Fists of Fuhrer》片段，主演有Roger Fan飾演Breeze Loo、Nathan Jung飾演"Bob"、Aiko Tanaka和Nikita Esco（名列為Natalie Susko），並由Don Thai負責編舞。
梁伊丹的製作公司名為Arowana Films。他還為許多樂隊執導了一系列音樂錄影帶，這些錄影帶曾在MTV和其他媒體上播放，如Far East Movement（《Round Round》和《Satisfaction》這兩首歌收錄在《The Fast & The Furious: Tokyo Drift》原聲帶中；《Western》、《Work Bounce》和《Far East Futura》），MC Jin（《Yum Dom Cha》和《Li Li Luan》/《Li Li Chaos》），Lyrics Born（《Last Trumpet》和《Bad Dreams》），以及Estairy（《Hands Up》同時與Equipto合作）。
他還與Michelle Phan共同執導了在巴黎拍攝的《Rouge in Love》，該片在YouTube上的播放量接近300萬，配樂由George Shaw創作。
梁伊丹自2010年起還擔任MTV新聞的片段製作人。

### 製作和其他工作
梁伊丹是政治紀錄片《...So Goes the Nation》（2006年）的現場製片人，並且曾協助或參與製作由林詣彬執導的影片，包括《Finishing the Game》（2007年）（聯合製片人、後期製作協調員、第二攝製組導演）、《玩命關頭3：東京甩尾》（2006年）（同時擔任林詣彬的助理）和《Better Luck Tomorrow》（2002年）（擔任助理剪輯師並飾演“Slapper's Boyfriend”的角色；他還執導了一部名為《BLT: Genesis》的幕後紀錄短片）。梁伊丹也是一名攝影師和Steadicam操作員，曾在林詣彬執導的紀錄短片《Spotlighting》（2005年）中擔任額外的攝影工作。

## 外部連結
- 梁伊丹在互联网电影资料库（IMDb）上的資料（英文）
- Compiled Reels for Evan Jackson Leong （页面存档备份，存于）
- Arowana Films - Official Site （页面存档备份，存于）